# Чёрный дрозд (фильм, 2019)
«Чёрный дрозд» (англ. Blackbird) — американский художественный фильм режиссёра Роджера Мичелла, премьера которого состоялась в 2019 году. Главные роли в нём сыграли Сьюзан Сарандон и Кейт Уинслет.

## Сюжет
Главная героиня фильма — пожилая женщина Лили, которая, получив смертельный диагноз, приглашает семью в свой загородный дом на последнюю встречу. Герои вместе проводят выходные, в ходе которых становятся заметны все существующие в семье проблемы. В финале Лили в присутствии родни пьёт таблетки, затем все разъезжаются.

## В ролях
- Сьюзан Сарандон — Лили
- Кейт Уинслет — Дженнифер
- Сэм Нилл — Пол
- Мия Васиковска — Анна

## Создание и оценки
Проект был анонсирован летом 2018 года. Главные роли в картине получили Сьюзан Сарандон и Кейт Уинслет, режиссёром стал Роджер Мичелл. Съёмки начались в октябре того же года и проходили в Англии. Премьера состоялась 6 сентября 2019 года на кинофестивале в Торонто, а на большие экраны фильм вышел 18 сентября 2020 года.
На сайте-агрегаторе отзывов Rotten Tomatoes рейтинг фильма составил 63 %. Рецензенты констатировали, что при «великолепном актёрском составе» «Чёрный дрозд» растрачивает силы на «поверхностное повествование». На Metacritic картина получила среднюю оценку 53 из 100, что указывает на «смешанные или средние отзывы».